# The Invention of Art
 (avril 2024).
The Invention of Art: A Cultural History est un livre d'histoire de l'art écrit en 2001 par Larry Shiner, professeur émérite de philosophie, d'histoire et d'arts visuels à l'Université de l'Illinois à Springfield. Il a passé plus d'une décennie à achever ce livre. 

## Contenu
Le livre considère l'art raffiné comme une invention moderne due aux transformations sociales au cours du XVIIIe siècle.
David Clowney, écrivant pour Contemporary Aesthetics, résume la thèse centrale de ce livre : 

« Dans The Invention of Art: A Cultural History, Larry Shiner affirme que l'Art avec un grand A, l'Art raffiné, a été inventé en Occident au dix-huitième siècle. Cette affirmation n'est pas originale, il crédite l'essai de Paul Oskar Kristeller Le système moderne des arts comme l'inspiration de son travail. D'autres ont également fait cette affirmation, parmi eux Pierre Bourdieu, Paul Mattick, et Terry Eagleton. Ce que Shiner a ajouté est une preuve détaillée de l'affirmation de Kristeller en utilisant les méthodes de l'histoire intellectuelle, sociale, culturelle et de l'art.
En bref, sa thèse est la suivante : il existait un « système des arts » traditionnel en Occident avant le XVIIe siècle. (D'autres cultures traditionnelles ont encore un système similaire.) Dans ce système, un artiste ou un artisan était un créateur ou un praticien qualifié, une œuvre d'art était le produit utile d'un travail qualifié et l'appréciation des arts était intégralement liée à leur rôle. dans le reste de la vie. En d’autres termes, « art » signifiait à peu près la même chose que le mot grec techne, ou en anglais « skills », un sens qui a survécu dans des expressions comme « l’art de la guerre », « l’art de l’amour » et « l'art de la médecine »

.
Le livre est divisé en cinq parties :
- I. Avant l'Art Raffiné et l'Artisanat - Détaille l'absence de toute différenciation entre le travail qualifié de tout type pendant trois périodes de l'histoire ; l'Antiquité classique, le Moyen Âge, et la Renaissance. L'absence de tout rôle social séparant les artistes des artisans, ni aucun concept de l'esthétique est également discuté. Dans le dernier chapitre de la partie I, les débuts de quelque différenciation au XVIIe siècle sont décrits.
- II. Art Divisé
- III. Contre-courants
- IV. L'Apothéose de l'Art
- V. Au-delà de l'Art et de l'Artisanat.

## Citations
« Le système artistique moderne n’est pas une essence ou un destin mais quelque chose que nous avons créé. L’art tel que nous l’avons généralement compris est une invention européenne vieille d’à peine deux cents ans »

(Shiner 2003, p. 3)

## Critiques
Dans une critique de livre publiée dans The Journal of Aesthetics and Art Criticism, Mitch Avila écrit : « Shiner décrit à juste titre son récit comme celui qui vise à guérir les conceptions inutilement fracturées de l'art et de la pratique artistique qui marquent le monde de l'art contemporain... En montrant que la conception essentialiste de l’art, ainsi que ses implications normatives et régulatrices, est l’artefact d’un monde historique et culturel particulier, Shiner nous invite à répondre librement à la richesse multiple de l’expression et de l’embellissement humains ». Le critique Marc Spiegler qualifie le livre de « lecture incontournable pour toute personne active dans le domaine des arts ».